# アジアコビトウ
アジアコビトウ（学名：Phalacrocorax niger）は、ペリカン目ウ科に分類される鳥類の一種。
ウの仲間。